# Eurite
Eurite (in greco antico: Εὐρύτη?, Eurýtē) è un personaggio della mitologia greca, una delle figlie di Ippodamante.
Non va confusa con Eurite, una ninfa omonima, madre di Alirrozio avuto con Poseidone.

## Mitologia
Sposa di Portaone, ebbe da lui i maschi Agrio, Alcatoo, Leucopeo, Mela, Oineo e l'unica femmina Sterope, di cui alcuni dicono fosse la madre delle sirene, avute da Acheloo.